# Koprivnikova ulica

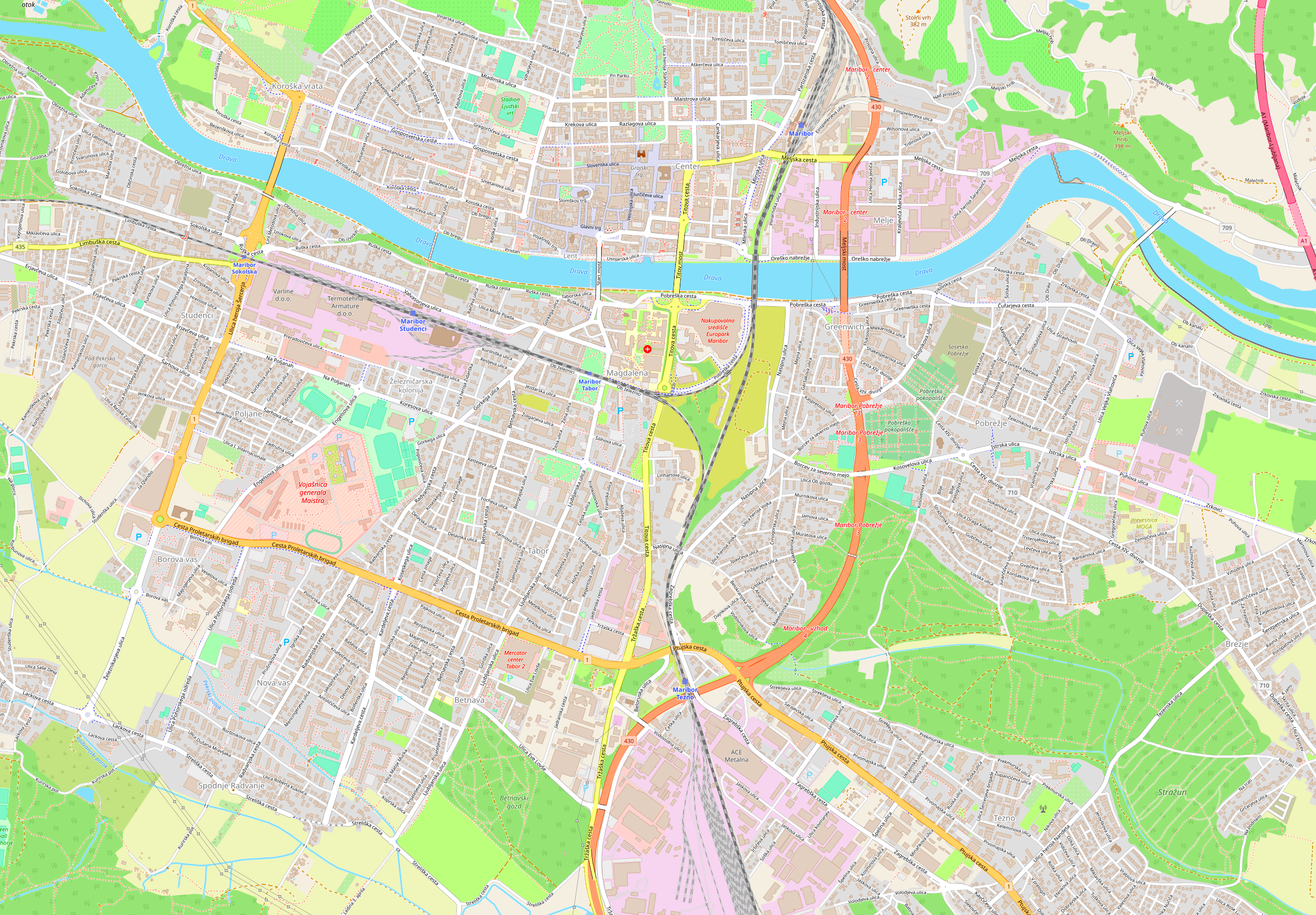

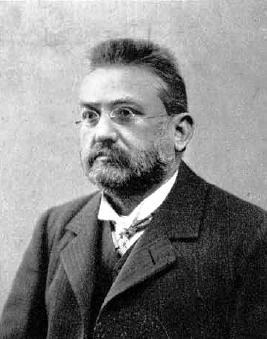
Janez Koprivnik

Koprivnikova ulica (Koprivnik-Gasse) ist der Name einer Straße im Stadtbezirk Koroška vrata von Maribor, Slowenien. Sie ist benannt nach dem slowenischen Pädagogen und Autor Janez Koprivnik (1849–1912).

## Geschichte
Im Jahr 1959 wurde einer neuen Straße westlich der Prežihova ulica der Name Koprivnikova ulica gegeben. Die Straße verläuft in unmittelbarer Nähe einer Realschule.

## Lage
Die Straße verläuft von der Koroška cesta zwischen Kočevarjeva ulica im Westen und Prežihova ulica im Osten nach Norden bis zur Smetanova ulica.

## Abzweigende Straßen
Die Koprivnikova ulica quert die Belačeva ulica.